# コンポーネント映像信号

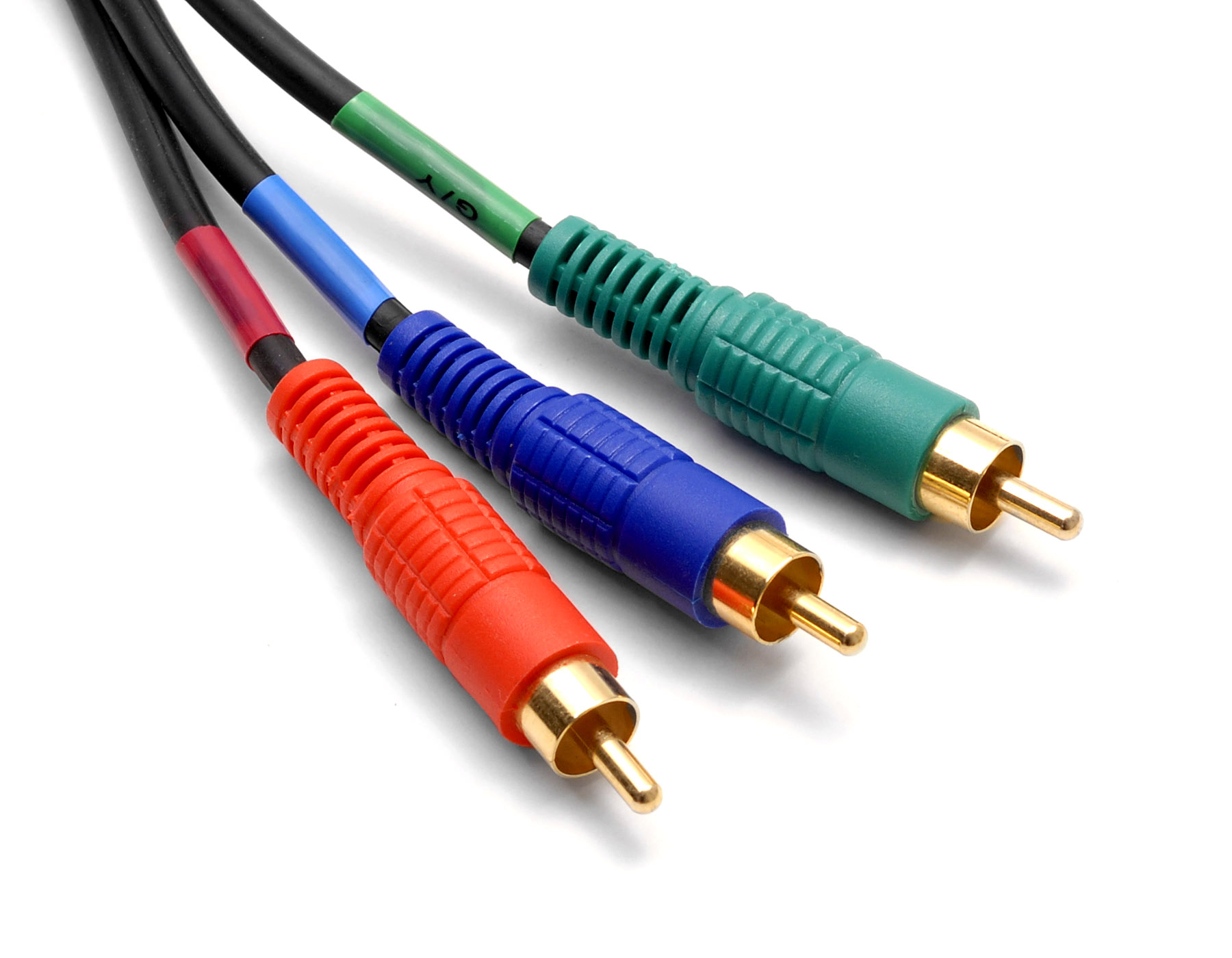
コンポーネント映像信号の接続に使われるコンポーネント端子ケーブル 機器側は同じ形のジャックになっている

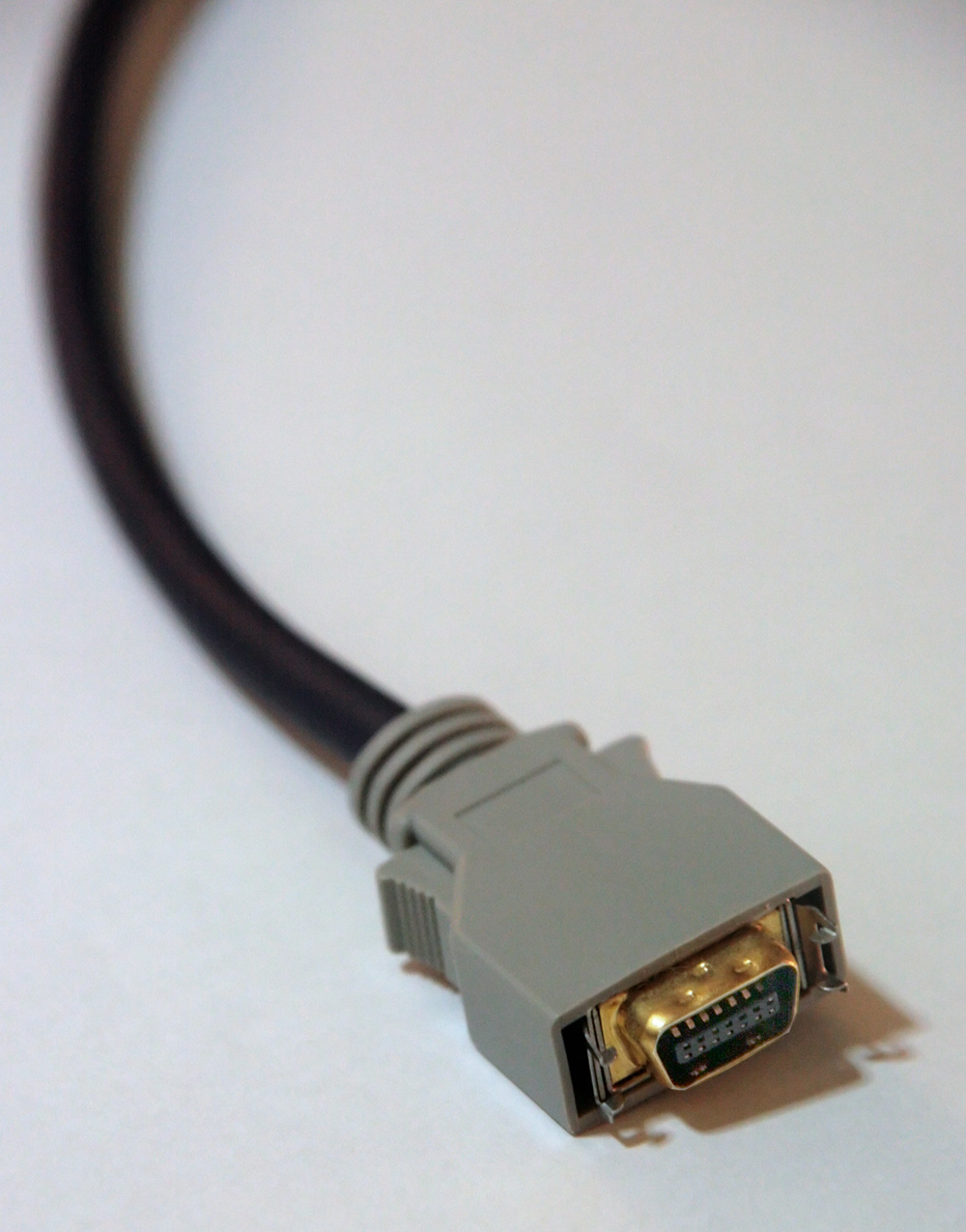
日本国内でコンポーネント映像信号の接続に使われるD端子ケーブル

コンポーネント映像信号 (Component Video Signal) は、テレビジョン映像を構成する輝度信号、同期信号、色信号をそれぞれ分解して扱えるようにした映像信号。対語としてコンポジット映像信号がある。

## 概要
コンポジット信号で処理する場合に比べ、機器構成が複雑になるが、ビデオカメラやモニタは元来コンポーネント信号で動作することから、相互変換が不要で画質の劣化を避けられる。また、高画質での画像合成にはコンポーネント信号を使うことが必要であり、映像制作・編集分野ではD1-VTRが市場に出た1980年代後半からハイエンドの編集室でCM編集を行う際に重用された。
また、デジタル記録やデジタル放送で行われる圧縮処理（高効率符号化）はコンポーネント信号を用いて行われることから、こうした技術を前提にしたシステムではコンポーネント映像信号を用いる。
コンポーネント方式は、三原色に対応したRGBを成分とする方式と、RGBから輝度信号および色差信号に変換した輝度-色差を用いる方式とがある。前者は全ての色成分に対して同等の処理を行うため最高画質であるが、情報量が多いことから処理量・記録容量を多く必要とする。このためテレビ放送やビデオパッケージにおいては、伝送・記録の効率化を目的として、「明るさに較べて色に対する分解能が低い」という人間の目の特性を利用して色成分の情報削減を行う色差方式が広く用いられる。これは、
```
輝度: Y =                0.299*R + 0.587*G + 0.114*B
色差: Cb= 0.564*(B-Y) = -0.169*R - 0.331*G + 0.500*B
　　　  Cr= 0.713*(R-Y) =  0.500*R - 0.419*G - 0.081*B
```

のように、明るさを表す成分（輝度）と、二つの色信号と輝度信号の差分を表す成分（色差）とに再構成するもので、人間の目は色の解像度が劣化しても気づきにくいことから、伝送時には色差の情報量を1/2に削減することで、RGBと比較すると2/3の処理量で事足りる。
なお、このような変換に用いる係数をカラーマトリクスといい、いくつかの方式がある。上記の例はSDTV用のもので、ARIBで規定したHDTV用信号（後述）では以下の値を用いる。
```
輝度: Y =                 0.2126*R + 0.7152*G + 0.0722*B
色差: Pb= 0.5389*(B-Y) = -0.1146*R - 0.3854*G + 0.5000*B
　　　  Pr= 0.6350*(R-Y) =  0.5000*R - 0.4542*G - 0.0458*B
```

SDTVと乗率が異なるのは、それぞれが基準としている3原色のCIE色度座標が異なっているためである。このため、SDTV用の規格では色差信号を「Cb」「Cr」（正しくはそれぞれ添字をスモールキャピタルとした「 {\displaystyle {\mbox{C}}_{\mbox{B}}} 」「 {\displaystyle {\mbox{C}}_{\mbox{R}}} 」）と呼ぶのに対し、HDTVのものは「Pb」「Pr」（同じく「 {\displaystyle {\mbox{P}}_{\mbox{B}}} 」「 {\displaystyle {\mbox{P}}_{\mbox{R}}} 」）と呼んでいる。なお、上記の式で用いる3原色信号はガンマ補正後のものであるが、ガンマ補正特性はどちらも同じ。また、基準白色のCIE色度座標も両者とも同じである。

## コンポーネント映像信号の規格
撮像から記録・編集・伝送をへて表示するまで統一的なフォーマットで処理し、途中で変換に伴う画質劣化が生じないよう、コンポーネントデジタル映像信号の規格が定められている。

### ITU-R BT.601
旧名称CCIR 601で、国際電気通信連合(ITU)が標準化したもの。標準テレビ放送向けの規格である。NTSC (525/60) 向けとPAL (625/50) 向け、画面のアスペクト比4:3および16:9に対応する。色成分はRGB 4:4:4と色差(YCbCr) 4:2:2とが規定されるが、ここでは放送用として一般的な色差方式を記す。
- 成分 : 輝度(Y)、色差（CbおよびCr）
- サンプリング周波数 : 13.5MHz(Y)および6.75MHz(Cb,Cr)
- サンプル方法 : 4:2:2（色差Cb,Crは輝度の半分の頻度でサンプルする）
- 量子化数 : 標準8ビット、拡張で10ビット

この規格の機器は通常シリアルデジタルインタフェース(SDI)規格 SMPTE 259M準拠のインターフェースで接続可能である。HDTV用と区別するためSD-SDIともいう。

### BTA S-001B
ARIB（電波産業会）が規格化した1125/60方式のHDTV向けの規格である。ITUの国際規格 ITU-R BT.709-3 PartIIに対応する。色成分はRGB 4:4:4と色差(YPbPr) 4:2:2とが既定されるが、ここでは放送用として一般的な色差方式を記す。
- 成分 : 輝度(Y)、色差（PbおよびPr）
- サンプリング周波数 : 74.25MHz(Y)および37.125MHz(Pb,Pr)
- サンプル方法 : 4:2:2（色差Pb,Prは輝度の半分の頻度でサンプルする）
- 量子化数 : 8ビットまたは10ビット（S-002Bで既定）

この規格の機器はパラレル規格（BTA S-002B）およびシリアル規格（BTA S-004B/SMPTE 292M）のインターフェースで接続可能である。後者はSDTV用と区別してHD-SDIともいう。このほか、BETACAM用などのアナログコンポーネント方式もある。